# Kopidlno (nádraží)
Kopidlno je železniční stanice v severozápadní části stejnojmenného města v okrese Jičín v Královéhradeckém kraji poblíž řeky Mrliny. Leží na neelektrizovaných jednokolejných tratích Nymburk–Jičín a Bakov nad Jizerou – Kopidlno (bez pravidelné osobní dopravy).

## Historie
Stanice byla otevřena 15. listopadu 1881 na trati vlastněné soukromou společností České obchodní dráhy (BCB) propojením Velelib na trase z Nymburka do Mladé Boleslavi a již postavené odbočné trati z Chlumce nad Cidlinou do Jičína v majetku společnosti Rakouská severozápadní dráha (ÖNWB). Následujícího roku byla trať prodloužena do Městce Králové z nedaleké stanice Křinec. Vystavěno zde bylo také nákladové nádraží a lokomotivní vodárna. Vzhledem k hospodářské podstatě regionu sloužila trať především k nákladní obsluze cukrovarského průmyslu.
Na přelomu let 1882-1883 de facto převzala řízení BCB společnost Rakouská společnost státní dráhy (StEG) a 28. srpna 1883 propojila stanice Bakov nad Jizerou a Kopidlno, přes Dolní Bousov a Libáň. Po BCB i StEG roce 1908 pak obsluhovala stanici jedna společnost, Císařsko-královské státní dráhy (kkStB), po roce 1918 správu přebraly Československé státní dráhy.

## Popis
Nacházejí se zde tři úrovňová jednostranná nástupiště, k příchodu na nástupiště slouží přechody přes koleje. Z křineckého zhlaví odbočuje vlečka.